# باري هاسي
باري هاسي هو سياسي أسترالي، ولد في 19 نوفمبر 1945 في ساوثرن كروس في أستراليا. نشط حزبياً في الحزب الليبرالي الأسترالي. وقد انتخب Administrator of the Indian Ocean Territories ‏ (5 أكتوبر 2014 – 4 أكتوبر 2017) وانتخب عضو مجلس النواب الأسترالي ‏ عن دائرة Division of Durack ‏ (21 أغسطس 2010 – 5 أغسطس 2013) وانتخب عضو مجلس النواب الأسترالي ‏ عن دائرة Division of Kalgoorlie ‏ (3 أكتوبر 1998 – 21 أغسطس 2010).